# DYE-2

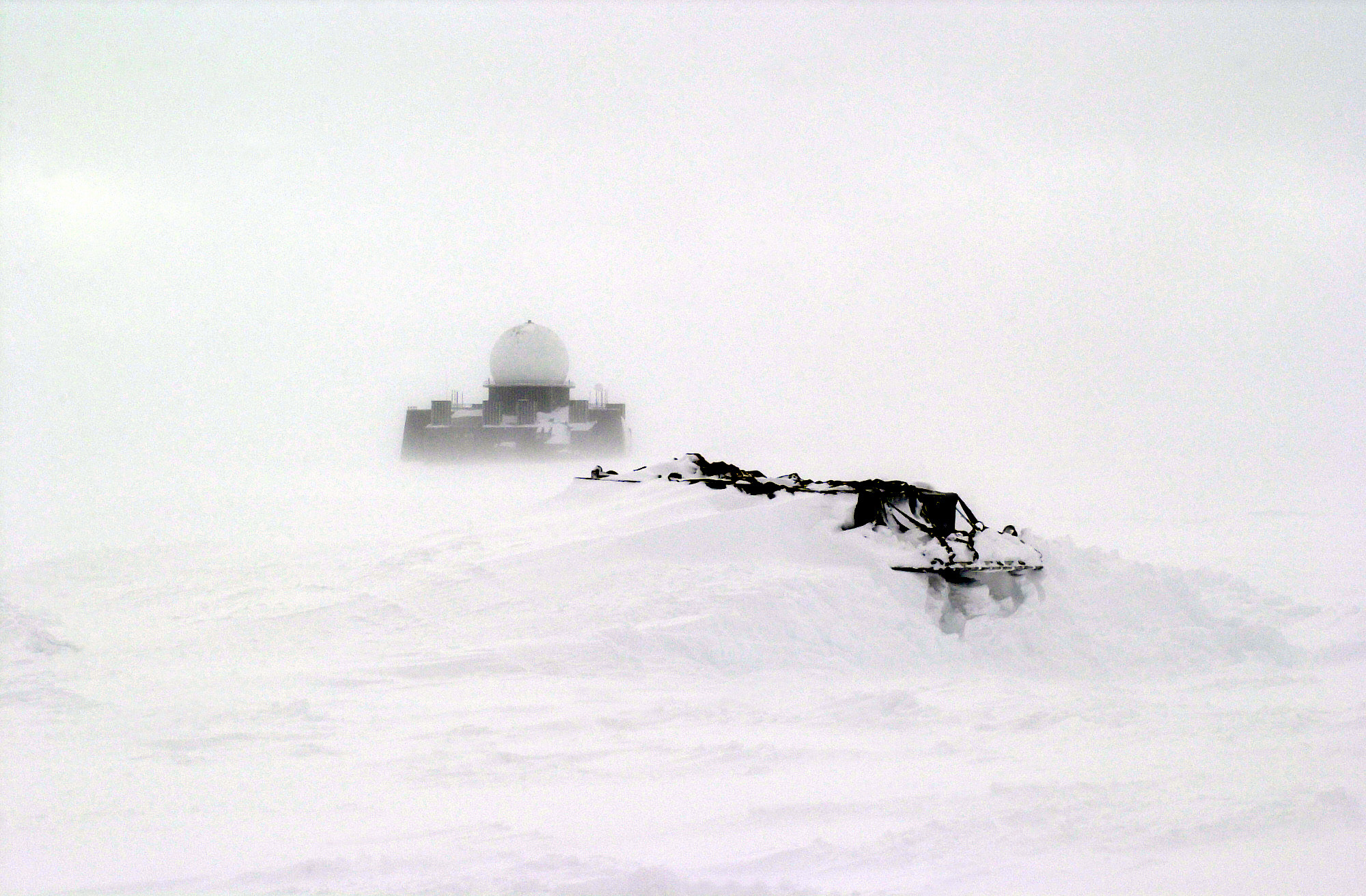
En övergiven DEW- radarstation på Grönland.

DYE-2 är en övergiven radarstation ifrån kalla kriget, som är belägen på Grönland. Det var en av 58 jättelika radarstationer som ingick i det så kallade DEW Line-systemet (Distant Early Warning Line) och byggdes av amerikanska US Air Force mellan 1955 och 1957, och sträckte sig genom Alaska, Kanada, Grönland och Island. Dessa kraftiga radarsystem övervakade dygnet runt luftrummet efter fientliga sovjetiska långdistansbombare. När Sovjetunionen i slutet av 1950-talet skiftade fokus från bomplan till interkontinentala kryssningsrobotar förlorade systemet till stor del sitt syfte då det inte kunde upptäcka anfall från dylika vapen. Systemet stängdes ner från 1963 fram till 1995, då modern teknologi, däribland satellitspaning, gjorde systemet överflödigt.
DYE-2 är en gigantisk stålkonstruktion, runt sex våningar hög, som vilar på väldiga höj- och sänkbara pyloner som är nerkörda i isen. Överst på konstruktionen finns en enorm radarkupol. Den byggdes av  delar från USA som transporterades till  Kangerlussuaq med båt och flögs till byggplatsen på inlandsisen med hjälp av Lockheed C-130 Hercules transportplan med skidor. DYE-2 hade en bemanning på 60 personer när den var i drift.
DYE-2 övergavs hastigt 1988 av personalen inför en hotande, snar konstruktionskollaps, då undersökningar utförda av US Air Force visade att den jättelika stålkonstruktionen hade allvarliga problem med hållbarheten, orsakade av stressutmatningar i metallkonstruktionen på grund av isens ständiga rörelse. Ändå står jättekonstruktionen fortfarande kvar i dag, om än omgiven av väldiga snödrivor.
Eftersom stationen övergavs i stor brådska, lämnades allting utom militärt hemlig utrustning kvar. Frysarna i byggnaden innehåller än i dag matvaror och i matsalen står resterna av personalens sista måltid kvar. Genom åren har den otillgängligt belägna och övergivna stationen besökts av hundratals människor som genomsökt den på föremål.